# Eleftheria i thanatos
Eleftheria i thanatos som på dansk betyder frihed eller død
blev brugt som motto for de græske frihedskæmpere under Den græske uafhængighedskrig (1821–1829).
Mottoet har også haft indflydelse på det græske flag, hvor at de ni striber skulle stamme fra de 9 stavelser der er i mottoet.